# Sint-Pieterskerk (Denderwindeke)
De Sint-Pieterskerk is een kerkgebouw in Denderwindeke in de Belgische provincie Oost-Vlaanderen. De kerk bevindt zich op het vroegere Plaats, intussen de Edingsesteenweg en wordt omgeven door een kerkhof.

## Geschiedenis
De vorige gotische kerk werd verwoest door een brand in 1838. De huidige neoclassicistische kerk werd gebouwd van 1838 (zie datering gevelplaat) tot 1842 met integratie van het laatgotisch priesterkoor uit de vorige kerk en een toren voltooid in 1860. 

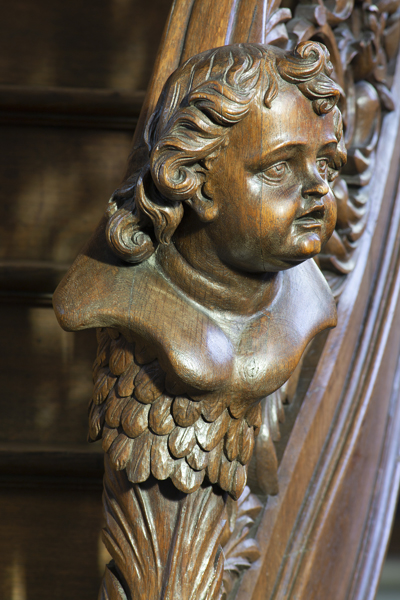
Preekstoel (detail)
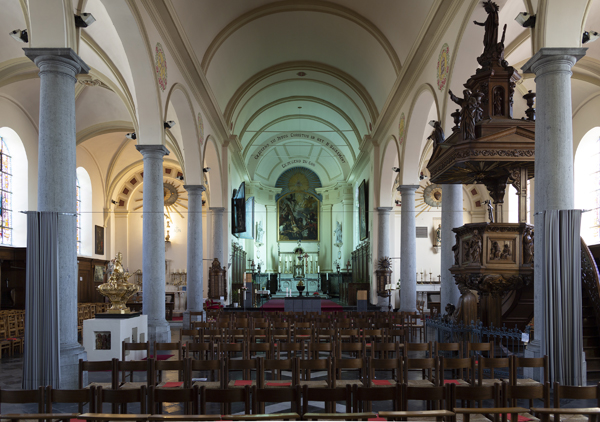
Interieur
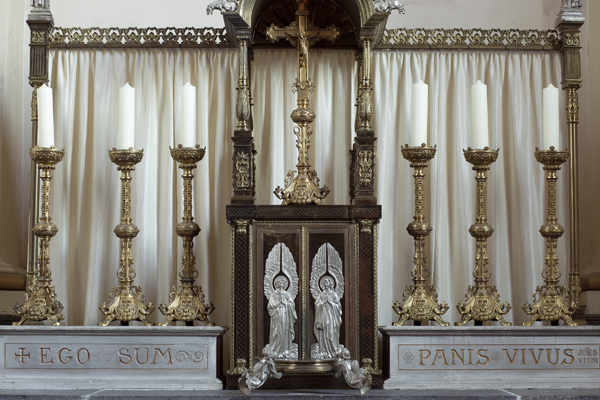
Hoofdaltaar
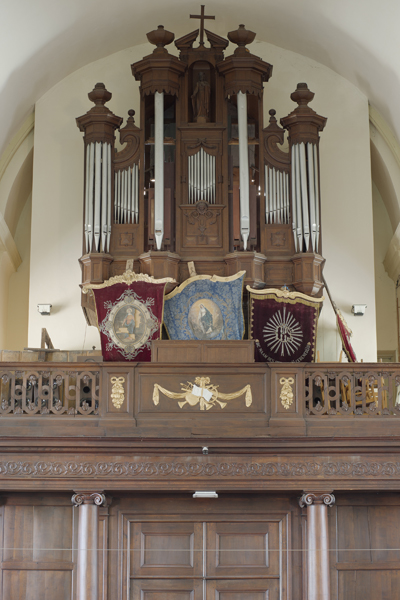
Vereecken-orgel